# Campeonato Panamericano de Tiro con Arco
El Campeonato Panamericano de Tiro con Arco es una competición de tiro con arco en el continente americano.

## Lista
- 2018:  Medellín, Colombia[1]

- 2021:  Monterrey, México[2] XXXV Campeonato Panamericano